# Quibor
Quibor é uma cidade venezuelana, capital do município de Jiménez.